# Хелиополис (Египат)
Хелиополис (ег. I͗wnw, Iunu, стгрч. Ἡλιούπολις, град Сунца) је име које су стари Грци дали античком египатском граду Ијуну који се налазио у делти Нила. То је била престоница тринаесте номе Доњег Египта и религијски центар. На том месту данас се налази североисточно предграђе Каира, Ајн-Шамс. 
Грађевине и храмови Хелиополиса су срушени и искоришћени као грађевински материјал у средњевековном Каиру. Већина података о некадашњем граду потиче из писаних сведочанстава. 
Најзначајнији остатак града је обелиск висок 21 метар, храма Ра-Атума, којег је подигао фараон Сенусрет I из Дванаесте династије старог Египта. 